# جونیچی کاریوزاوا
جونیچی کاریوزاوا (انگلیسی: Junichi Kuriuzawa؛ زادهٔ ۲۵ فوریهٔ ۱۹۶۵) بازیکن والیبال اهل ژاپن بود.